# La Penneffoise
La Penneffoise is een Belgisch bier. Het bier wordt gebrouwen door Brasserie d'Ecaussinnes te Écaussinnes.
La Penneffoise is een fruitbier met pruimen. Het heeft een alcoholpercentage van 8%.